# Boraides
Boraides (m. 548) fue un político bizantino del siglo VI, miembro de la dinastía justiniana. Es conocido por haber puesto fin a los disturbios de Nika.

## Vida
El último día de los disturbios de Nika, Boraides y su hermano Justo fueron los responsables de capturar a Hipacio, a quien el pueblo de Constantinopla había declarado emperador, y a su hermano Pompeyo. Según Procopio de Cesarea, actuaron cuando se había producido una gran masacre en el pueblo y arrastraron a los cabecillas a presencia del emperador.
Su esposa e hija le sobrevivieron. En su testamento dejó la mayor parte de su patrimonio a su hermano Germano y a sus sobrinos Justino y Justiniano. Su hija solo heredaría el mínimo requerido por ley. Sin embargo, el emperador Justiniano I defendió la causa de la hija de Boraides y organizó la herencia para favorecerla. Esto fue percibido por Germano como un desaire, lo que hizo que sus relaciones con Justiniano se enfriaran durante un tiempo.

## Familia
Boraides fue hermano de Germano y de Justo, sobrino de Justino I  y primo del emperador Justiniano.